# Státní znak Bolívie
Státní znak Bolívie je tvořen oválem s krajinou a horou Potosí v přirozených barvách. Hora je zezadu osvícená sluncem, před ní je jihoamerická lama, snop pšenice a palma (dříve chlebovník). Ovál má úzký zlatý lem a širší modrý lem se zlatým nápisem BOLIVIA v horní části a deseti zlatými, pěticípými hvězdami v dolní části. Za oválem jsou dvě zkřížené dělové hlavně, dvě trojice bolivijských vlajek, dva páry pušek, frygická čapka a incká válečná sekyra. Na ovále sedí před vavřínovými větvemi kondor.
Hvězdy na znaku představují bolivijské departementy, těch je devět, desátá hvězda připomíná departement Cobija, o který Bolívie přišla ve Druhé tichomořské válce (1879–1884).
Státní znak byl v současné podobě přijat 19. července 2004 nařízením vlády č. 27630, podoba však pochází (až na drobné detaily) z roku 1888.

## Historie
Území dnešní Bolívie bylo až do 16. století součástí Incké říše. Poté bylo dobyto Španěly a roku 1542 se stalo součástí  Místokrálovství Peru a od roku 1776 součástí Místokrálovství Río de la Plata pod názvem Horní Peru. V roce 1824 bylo Horní Peru osvobozeno Bolívarovým generálem Antoniem José de Sucrem. 6. srpna 1825 byla v Chuquisace (dnešní Sucre) vyhlášena nezávislost a země na počest Simóna Bolívara pojmenována Bolívie. 17. srpna byla prvním ústavním zákonem stanovena kongresem první státní vlajka a znak. Štít znaku byl polcený, v pravém poli (z heraldického pohledu) byl chlebovník na zeleném pažitu, v levém lama alpaka (od roku 2004 je na znaku již jen nespecifikovaný rod lam). V modré hlavě štítu bylo pět bílých, pěticípých hvězd (symbolizujících pět provincií), seřazených do oblouku, v patě pak hora Potosí, vše v přirozených barvách. Nad štítem byla frygická čapka a dvě ženské postavy v bledě modrých šatech, držící stuhu s nápisem REPUBLICA DE BOLIVAR.
Roku 1836 se na znaku poprvé objevil kondor.
Základ dnešního znaku byl zaveden 14. července 1888. Nový znak tvořil ovál s krajinou s horou Potosí ozářenou sluncem. V popředí krajiny byla lama alpaka, chlebovník a snop pšenice, v pozadí les a domek. V horní, žluté části lemu byl červený opis BOLIVIA, v dolní, modré části devět žlutých, pěticípých hvězd. Za oválem byly dvě zkřížené dělové hlavně, dvě trojice bolivijských vlajek, dva páry pušek, frygická čapka a incká válečná sekyra a na ovále seděl před vavřínovými větvemi kondor.
V roce 1963 byla do znaku přidána desátá hvězda na připomínku departementu Cobija, o který Bolívie přišla ve Druhé tichomořské válce (1879–1884).

První bolivijský znak (1825)
Bolivijský znak (1826)
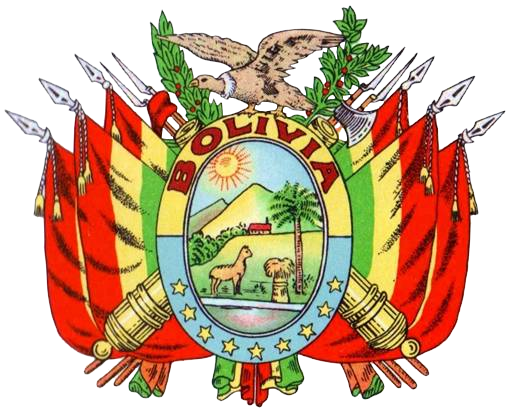
Bolivijský znak (1888)

Zdroj informací z roku 2002 uvádí, že se znak z roku 1968 užíval ve dvou podobách: s devíti a deseti hvězdami.
Bolivijský státní znak se měnil velmi často, uvedeny jsou pouze nejdůležitější změny. Jen od roku 1888 (základ dnešního znaku) do roku 1968 (předposlední změna) měl znak 33 podob. Změny však byly pouze drobné. Od vyhlášení nezávislosti v roce 1825 bylo znaků 70.
V roce 2004 se znak mírně změnil:
- lem kolem oválu je celý modrý
- lama alpaka byla změněna na nespecifikovaný rod lam
- chlebovník byl změněn na palmu (Parajubaea torallyi)
- změna polohy incké sekyry

## Další použití znaku
Bolivijský státní znak je vyobrazen na státní a válečné vlajce, nebo na bolivijských mincích.

Bolivijská státní vlajka Poměr stran: 15:22
Bolivijská válečná vlajka Poměr stran: 15:22
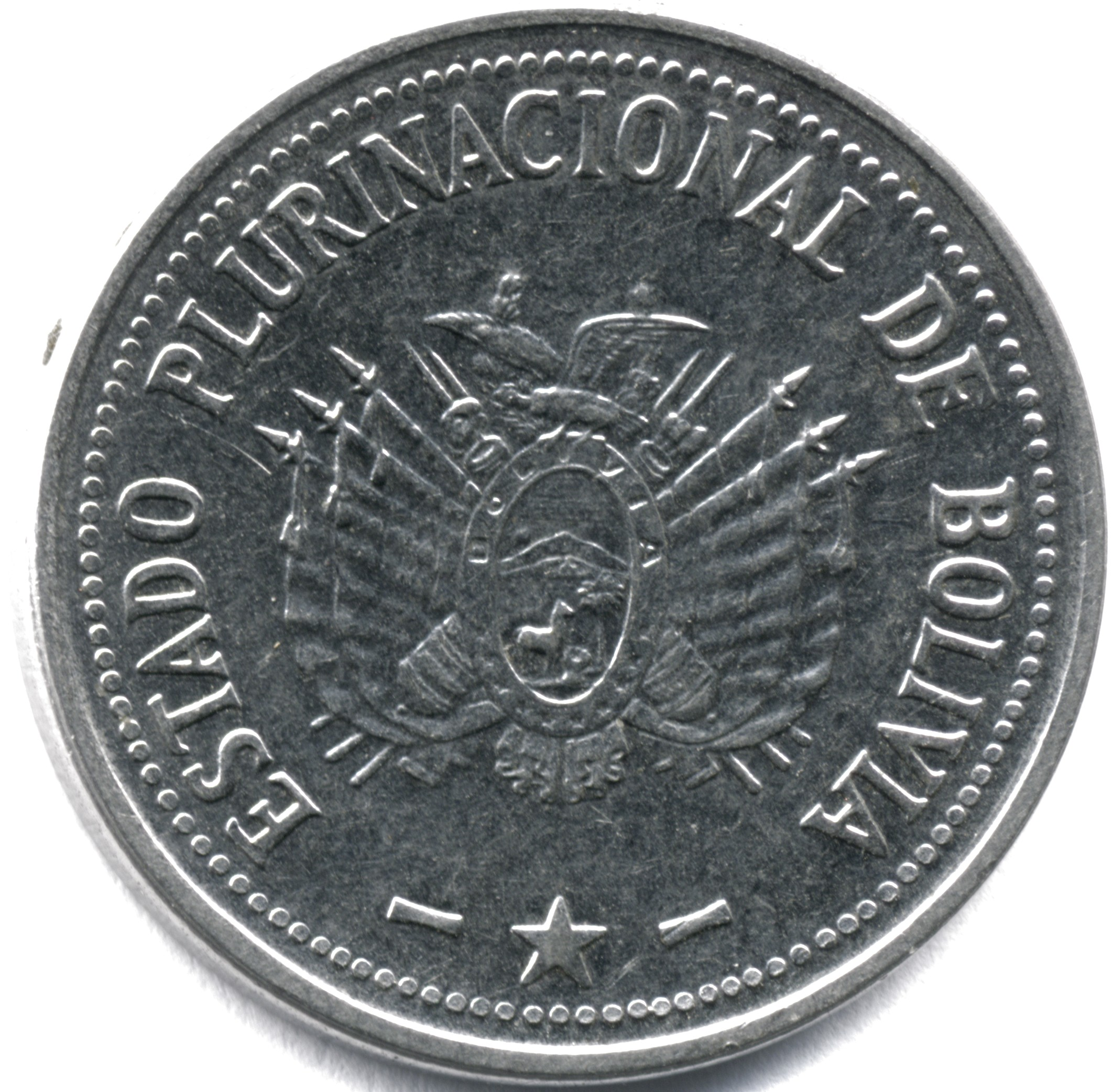
Bolivijská mince